# Mahovci
Mahovci so naselje v Občini Apače.